# Robert Mundell
Robert Alexander Mundell CC (Kingston, 24 de outubro de 1932 – Siena, 4 de abril de 2021) foi um economista canadense e um dos idealizados da União Europeia.

## Vida e obra
Mundell nasceu dia 24 de outubro de 1932 em Kingston, Ontário, Canadá e foi graduado do Departamento de Economia da UBC na Universidade da Colúmbia Britânica, em Vancouver. Ele obteve seu mestrado na Universidade de Washington em Seattle. Depois de estudar na Universidade da Colúmbia Britânica e na The London School of Economics, em 1956. Frequentou o Instituto de Tecnologia de Massachusetts (MIT), onde obteve um doutorado em economia em 1956.
Em 1961, Mundell lembrou-se de fazer uma pergunta: "Qual o domínio geográfico em que deve vigorar uma mesma moeda?". Esta questão aparentemente abstrata é relevante. Por exemplo, serão os Estados Unidos da América uma "zona monetária" ótima? Ou devem existir várias moedas diferentes no continente americano? Não será o mundo uma zona monetária ótima? Esta nova forma de olhar para a teoria monetária e cambial foi iluminadora e inspirou muita da investigação posterior. Deixou de ser especulativa e passou a ser candente quando a derrocada da URSS e o projeto de unificação monetária europeia redesenharam o mapa monetário do mundo.
Mas se este é o principal e mais duradouro contributo científico de Robert Mundell, o que tornou o seu nome familiar à generalidade dos economistas do mundo foi o "modelo Mundell-Fleming". Trata-se da introdução dos efeitos internacionais no modelo keynesiano. Graças a Mundell, esta análise simplista da política, que era normalmente realizada pressupondo uma economia fechada, passou a incluir a balança de pagamentos, quer em regime de câmbios fixos, quer em regime de câmbios flexíveis.
Foi laureado com o Prémio de Ciências Económicas em Memória de Alfred Nobel de 1999. Com a proposta de unir economias numa única moeda, o canadense Robert Mundell recebeu um Prêmio Nobel de Economia. É dele a autoria de um dos primeiros planos de moeda comum, um trabalho realizado no começo da década de 70 que resultou futuramente na criação do Euro como uma forma de aplicar a Reaganomics.
Robert Mundell é autor de inúmeros trabalhos e artigos sobre a teoria econômica, pioneiro da teoria mista de política fiscal e monetária e contribuiu para reformular a teoria da inflação e juros.
Fez, junto com Marcus Fleming, o Modelo Mundell-Fleming, um desenvolvimento do Modelo IS/LM.
Recebeu o Doutoramento Honoris Causa pela Universidade Nova de Lisboa em 1999/2000.
Mundell morreu em 4 de abril de 2021, aos 88 anos de idade, na Itália.